# جيمس في هارت
جيمس هارت (بالإنجليزية: James V. Hart)‏، الذي ولد في عام 1960 في فورت وورث، هو الكاتب الأمريكي.

## سيرة
وقال انه حصل على جائزة Saturn Award لأفضل الكتابة عن دراكولا في عام 1993 ورشح بالسعر نفسه في عام 1998.

## كاتب السيناريو
- 1991: هوك الانتقام من الكابتن هوك
- 1992: دراكولا
- 1995: الدمى جزيرة الكنز
- 1997: الاتصال
- 2001: جاك والفاصوليا السحرية (فيلم تلفزيوني)
- 2002 :الثنية أبدي
- 2003: لارا كروفت تومب رايدر: مهد الحياة (قصة)
- 2005: الصحراء
- 2007: Mimzy نشاط
- 2007: أغسطس راش
- 2013: ملحمي

## أعمال مختارة
- هوك الانتقام من الكابتن هوك (1991)
- دراكولا (فيلم 1992) (1992)
- Frankenstein (1994) (قصة)
- Muppet Treasure Island (1996)
- اتصال (فيلم 1997) (1997)
- Tuck Everlasting (2002)
- لارا كروفت تومب رايدر: مهد الحياة
- صحاري (فيلم) (2005)
- أوجست رش (فيلم) (2007)
- ملحمي (فيلم) (2013)

## وصلات خارجية
- جيمس في هارت على موقع IMDb (الإنجليزية)
- جيمس في هارت على موقع ميوزك برينز (الإنجليزية)
- جيمس في هارت على موقع قاعدة بيانات الفيلم (الإنجليزية)
- Interview about Hook on www.hook-movie.com